# Crypsotidia woolastoni
Crypsotidia woolastoni är en fjärilsart som beskrevs av Rothschild 1901. Crypsotidia woolastoni ingår i släktet Crypsotidia och familjen nattflyn. Inga underarter finns listade i Catalogue of Life.